# Всичко за нея
„Всичко за нея“ (на испански: Todo sobre Camila) е перуанска теленовела от 2003 г. в 110 епизода. В главната роля на Камила Монтес де Алба участва венецуелската киноактриса Скарлет Ортис.